# Hertioana de Jos
Hertioana de Jos – wieś w Rumunii, w okręgu Bacău, w gminie Traian. W 2011 roku liczyła 131 mieszkańców.